# Copa América 1999
Copa América 1999 spelades i Paraguay 29 juni-18 juli 1999. Turneringen organiserades av Conmebol.
Inget kvalspel tillämpades. Alla 10 CONMEBOL-medlemmar deltog samt två inbjudna lag, Japan och Mexiko. Uruguay skickade ett ungdomslag.

## Val av arrangör
Paraguay besegrade Colombia med 7-3 i röster vid valet av arrangör.

## Spelorter
| Ort                  | Anläggning                     | Publikkapacitet |
| -------------------- | ------------------------------ | --------------- |
| Asunción             | Estadio Defensores del Chaco   | 48 000          |
| Asunción             | Estadio General Pablo Rojas    | 25 000          |
| Ciudad del Este      | Estadio Antonio Oddone Sarubbi | 28 000          |
| Luque                | Estadio Feliciano Cáceres      | 24 000          |
| Pedro Juan Caballero | Monumental Río Parapití        | 20 000          |

## Gruppspel
Lagen lottades i tre grupper, med fyra lag var. Grupperna lottades offentligt av Conmebol. Samtliga lag ur respektive grupp möttes vid ett tillfälle. Seger gav tre poäng, oavgjort en och förlust noll.
De två bäst placerade lagen ur respektive grupp kvalificerade sig direkt till kvartsfinalen. De två bästa tredjeplacerade lagen från samtliga grupper kvalificerade sig även de till kvartsfinalen.
Placeringskriterier
1. Flest antal poäng
2. Målskillnad
3. Flest antal gjorda mål

Om två eller flera lag är lika utifrån ovanstående tre kriterier avgörs rangordningen enligt följande:
1. Flest antal poäng i matcherna mellan de berörda lagen
2. Lottning

### Grupp A
| Lag      | S | V | O | F | GM | IM | MS | P |
| -------- | - | - | - | - | -- | -- | -- | - |
| Paraguay | 3 | 2 | 1 | 0 | 5  | 0  | +5 | 7 |
| Peru     | 3 | 2 | 0 | 1 | 4  | 3  | +1 | 6 |
| Bolivia  | 3 | 0 | 2 | 1 | 1  | 2  | −1 | 2 |
| Japan    | 3 | 0 | 1 | 2 | 3  | 8  | −5 | 1 |

|  | 29 juni | Paraguay | 0 – 0 | Bolivia | Estadio Defensores del Chaco                                 |  |
|  |         |          |       |         | Asunción Publik: 42 000 Domare: Mario Sánchez Yantén (Chile) |  |
|  |         |          |       |         |                                                              |  |
|  |         |          |       |         |                                                              |  |

|  | 29 juni | Peru                     | 3 – 2   | Japan              | Estadio Defensores del Chaco                           |                                                        |
|  |         | Soto 70′ Holsen 74′, 81′ | (1 – 0) | Lopes 6′ Miura 77′ | Asunción Publik: 45 000 Domare: Byron Moreno (Ecuador) | Asunción Publik: 45 000 Domare: Byron Moreno (Ecuador) |
|  |         |                          |         |                    | Asunción Publik: 45 000 Domare: Byron Moreno (Ecuador) | Asunción Publik: 45 000 Domare: Byron Moreno (Ecuador) |
|  |         |                          |         |                    | Asunción Publik: 45 000 Domare: Byron Moreno (Ecuador) | Asunción Publik: 45 000 Domare: Byron Moreno (Ecuador) |

|  | 2 juli | Paraguay                             | 4 – 0   | Japan | Estadio Defensores del Chaco                              |                                                           |
|  |        | Benítez 18′, 62′ Santa Cruz 40′, 86′ | (2 – 0) |       | Asunción Publik: 40 000 Domare: Benito Archundia (Mexiko) | Asunción Publik: 40 000 Domare: Benito Archundia (Mexiko) |
|  |        |                                      |         |       | Asunción Publik: 40 000 Domare: Benito Archundia (Mexiko) | Asunción Publik: 40 000 Domare: Benito Archundia (Mexiko) |
|  |        |                                      |         |       | Asunción Publik: 40 000 Domare: Benito Archundia (Mexiko) | Asunción Publik: 40 000 Domare: Benito Archundia (Mexiko) |

|  | 2 juli | Peru       | 1 – 0   | Bolivia | Estadio Defensores del Chaco                               |                                                            |
|  |        | Zúñiga 87′ | (0 – 0) |         | Asunción Publik: 30 000 Domare: Luis Solórzano (Venezuela) | Asunción Publik: 30 000 Domare: Luis Solórzano (Venezuela) |
|  |        |            |         |         | Asunción Publik: 30 000 Domare: Luis Solórzano (Venezuela) | Asunción Publik: 30 000 Domare: Luis Solórzano (Venezuela) |
|  |        |            |         |         | Asunción Publik: 30 000 Domare: Luis Solórzano (Venezuela) | Asunción Publik: 30 000 Domare: Luis Solórzano (Venezuela) |

|  | 5 juli | Bolivia        | 1 – 1   | Japan            | Monumental Río Parapití                                            |                                                                    |
|  |        | E. Sanchez 52′ | (0 – 0) | Lopes 75′ (str.) | Pedro Juan Caballero Publik: 20 000 Domare: Byron Moreno (Ecuador) | Pedro Juan Caballero Publik: 20 000 Domare: Byron Moreno (Ecuador) |
|  |        |                |         |                  | Pedro Juan Caballero Publik: 20 000 Domare: Byron Moreno (Ecuador) | Pedro Juan Caballero Publik: 20 000 Domare: Byron Moreno (Ecuador) |
|  |        |                |         |                  | Pedro Juan Caballero Publik: 20 000 Domare: Byron Moreno (Ecuador) | Pedro Juan Caballero Publik: 20 000 Domare: Byron Moreno (Ecuador) |

|  | 5 juli | Paraguay       | 1 – 0   | Peru | Monumental Río Parapití                                           |                                                                   |
|  |        | Santa Cruz 88′ | (0 – 0) |      | Pedro Juan Caballero Publik: 20 000 Domare: Óscar Ruiz (Colombia) | Pedro Juan Caballero Publik: 20 000 Domare: Óscar Ruiz (Colombia) |
|  |        |                |         |      | Pedro Juan Caballero Publik: 20 000 Domare: Óscar Ruiz (Colombia) | Pedro Juan Caballero Publik: 20 000 Domare: Óscar Ruiz (Colombia) |
|  |        |                |         |      | Pedro Juan Caballero Publik: 20 000 Domare: Óscar Ruiz (Colombia) | Pedro Juan Caballero Publik: 20 000 Domare: Óscar Ruiz (Colombia) |

### Grupp B
| Lag       | S | V | O | F | GM | IM | MS  | P |
| --------- | - | - | - | - | -- | -- | --- | - |
| Brasilien | 3 | 3 | 0 | 0 | 10 | 1  | +9  | 9 |
| Mexiko    | 3 | 2 | 0 | 1 | 5  | 3  | +2  | 6 |
| Chile     | 3 | 1 | 0 | 2 | 3  | 2  | +1  | 3 |
| Venezuela | 3 | 0 | 0 | 3 | 1  | 13 | −12 | 0 |

|  | 30 juni | Brasilien                                                                | 7 – 0   | Venezuela | Estadio Antonio Oddone Sarubbi                                    |                                                                   |
|  |         | Ronaldo 28′, 62′ Emerson 40′ Amoroso 54′, 81′ Ronaldinho 74′ Rivaldo 82′ | (2 – 0) |           | Ciudad del Este Publik: 20 000 Domare: Bonifacio Núñez (Paraguay) | Ciudad del Este Publik: 20 000 Domare: Bonifacio Núñez (Paraguay) |
|  |         |                                                                          |         |           | Ciudad del Este Publik: 20 000 Domare: Bonifacio Núñez (Paraguay) | Ciudad del Este Publik: 20 000 Domare: Bonifacio Núñez (Paraguay) |
|  |         |                                                                          |         |           | Ciudad del Este Publik: 20 000 Domare: Bonifacio Núñez (Paraguay) | Ciudad del Este Publik: 20 000 Domare: Bonifacio Núñez (Paraguay) |

|  | 30 juni | Mexiko        | 1 – 0   | Chile | Estadio Antonio Oddone Sarubbi                                      |                                                                     |
|  |         | Hernández 59′ | (0 – 0) |       | Ciudad del Este Publik: 20 000 Domare: Horacio Elizondo (Argentina) | Ciudad del Este Publik: 20 000 Domare: Horacio Elizondo (Argentina) |
|  |         |               |         |       | Ciudad del Este Publik: 20 000 Domare: Horacio Elizondo (Argentina) | Ciudad del Este Publik: 20 000 Domare: Horacio Elizondo (Argentina) |
|  |         |               |         |       | Ciudad del Este Publik: 20 000 Domare: Horacio Elizondo (Argentina) | Ciudad del Este Publik: 20 000 Domare: Horacio Elizondo (Argentina) |

|  | 3 juli | Brasilien            | 2 – 1   | Mexiko       | Estadio Antonio Oddone Sarubbi                                  |                                                                 |
|  |        | Amoroso 20′ Alex 45′ | (2 – 0) | Terrazas 74′ | Ciudad del Este Publik: 25 000 Domare: Gustavo Mendez (Uruguay) | Ciudad del Este Publik: 25 000 Domare: Gustavo Mendez (Uruguay) |
|  |        |                      |         |              | Ciudad del Este Publik: 25 000 Domare: Gustavo Mendez (Uruguay) | Ciudad del Este Publik: 25 000 Domare: Gustavo Mendez (Uruguay) |
|  |        |                      |         |              | Ciudad del Este Publik: 25 000 Domare: Gustavo Mendez (Uruguay) | Ciudad del Este Publik: 25 000 Domare: Gustavo Mendez (Uruguay) |

|  | 3 juli | Chile                                      | 3 – 0   | Venezuela | Estadio Antonio Oddone Sarubbi                             |                                                            |
|  |        | Zamorano 5′ Estay 21′ Tortolero 66′ (sjm.) | (2 – 0) |           | Ciudad del Este Publik: 14 000 Domare: Juan Luna (Bolivia) | Ciudad del Este Publik: 14 000 Domare: Juan Luna (Bolivia) |
|  |        |                                            |         |           | Ciudad del Este Publik: 14 000 Domare: Juan Luna (Bolivia) | Ciudad del Este Publik: 14 000 Domare: Juan Luna (Bolivia) |
|  |        |                                            |         |           | Ciudad del Este Publik: 14 000 Domare: Juan Luna (Bolivia) | Ciudad del Este Publik: 14 000 Domare: Juan Luna (Bolivia) |

|                                            | 6 juli                                     | Brasilien          | 1 – 0   | Chile | Estadio Antonio Oddone Sarubbi                                      |                                                                     |
| Matchen avbruten i 85 minuten p.g.a. dimma | Matchen avbruten i 85 minuten p.g.a. dimma | Ronaldo 36′ (str.) | (1 – 0) |       | Ciudad del Este Publik: 10 000 Domare: Horacio Elizondo (Argentina) | Ciudad del Este Publik: 10 000 Domare: Horacio Elizondo (Argentina) |
| Matchen avbruten i 85 minuten p.g.a. dimma | Matchen avbruten i 85 minuten p.g.a. dimma |                    |         |       | Ciudad del Este Publik: 10 000 Domare: Horacio Elizondo (Argentina) | Ciudad del Este Publik: 10 000 Domare: Horacio Elizondo (Argentina) |
| Matchen avbruten i 85 minuten p.g.a. dimma | Matchen avbruten i 85 minuten p.g.a. dimma |                    |         |       | Ciudad del Este Publik: 10 000 Domare: Horacio Elizondo (Argentina) | Ciudad del Este Publik: 10 000 Domare: Horacio Elizondo (Argentina) |

|  | 6 juli | Mexiko                     | 3 – 1   | Venezuela    | Estadio Antonio Oddone Sarubbi                                   |                                                                  |
|  |        | Blanco 21′, 39′ Osorno 29′ | (3 – 0) | Urdaneta 72′ | Ciudad del Este Publik: 5 000 Domare: Bonifacio Núñez (Paraguay) | Ciudad del Este Publik: 5 000 Domare: Bonifacio Núñez (Paraguay) |
|  |        |                            |         |              | Ciudad del Este Publik: 5 000 Domare: Bonifacio Núñez (Paraguay) | Ciudad del Este Publik: 5 000 Domare: Bonifacio Núñez (Paraguay) |
|  |        |                            |         |              | Ciudad del Este Publik: 5 000 Domare: Bonifacio Núñez (Paraguay) | Ciudad del Este Publik: 5 000 Domare: Bonifacio Núñez (Paraguay) |

### Grupp C
| Lag       | S | V | O | F | GM | IM | MS | P |
| --------- | - | - | - | - | -- | -- | -- | - |
| Colombia  | 3 | 3 | 0 | 0 | 6  | 1  | +5 | 9 |
| Argentina | 3 | 2 | 0 | 1 | 5  | 4  | +1 | 6 |
| Uruguay   | 3 | 1 | 0 | 2 | 2  | 4  | −2 | 3 |
| Ecuador   | 3 | 0 | 0 | 3 | 3  | 7  | −4 | 0 |

|  | 1 juli | Argentina                    | 3 – 1   | Ecuador      | Estadio Feliciano Cáceres                            |                                                      |
|  |        | Simeone 12′ Palermo 55′, 61′ | (1 – 0) | Kaviedes 77′ | Luque Publik: 20 000 Domare: Gilberto Hidalgo (Peru) | Luque Publik: 20 000 Domare: Gilberto Hidalgo (Peru) |
|  |        |                              |         |              | Luque Publik: 20 000 Domare: Gilberto Hidalgo (Peru) | Luque Publik: 20 000 Domare: Gilberto Hidalgo (Peru) |
|  |        |                              |         |              | Luque Publik: 20 000 Domare: Gilberto Hidalgo (Peru) | Luque Publik: 20 000 Domare: Gilberto Hidalgo (Peru) |

|  | 1 juli | Colombia    | 1 – 0   | Uruguay | Estadio Feliciano Cáceres                                        |                                                                  |
|  |        | Bonilla 20′ | (1 – 0) |         | Luque Publik: 3 000 Domare: Wilson de Souza Mendonça (Brasilien) | Luque Publik: 3 000 Domare: Wilson de Souza Mendonça (Brasilien) |
|  |        |             |         |         | Luque Publik: 3 000 Domare: Wilson de Souza Mendonça (Brasilien) | Luque Publik: 3 000 Domare: Wilson de Souza Mendonça (Brasilien) |
|  |        |             |         |         | Luque Publik: 3 000 Domare: Wilson de Souza Mendonça (Brasilien) | Luque Publik: 3 000 Domare: Wilson de Souza Mendonça (Brasilien) |

|  | 4 juli | Colombia                                 | 3 – 0   | Argentina | Estadio Feliciano Cáceres                             |                                                       |
|  |        | Córdoba 10′ (str.) Congo 79′ Montaño 87′ | (1 – 0) |           | Luque Publik: 18 000 Domare: Ubaldo Aquino (Paraguay) | Luque Publik: 18 000 Domare: Ubaldo Aquino (Paraguay) |
|  |        |                                          |         |           | Luque Publik: 18 000 Domare: Ubaldo Aquino (Paraguay) | Luque Publik: 18 000 Domare: Ubaldo Aquino (Paraguay) |
|  |        |                                          |         |           | Luque Publik: 18 000 Domare: Ubaldo Aquino (Paraguay) | Luque Publik: 18 000 Domare: Ubaldo Aquino (Paraguay) |

|  | 4 juli | Uruguay           | 2 – 1   | Ecuador      | Estadio Feliciano Cáceres                                 |                                                           |
|  |        | Zalayeta 72′, 74′ | (0 – 0) | Kaviedes 78′ | Luque Publik: 18 000 Domare: Mario Sánchez Yantén (Chile) | Luque Publik: 18 000 Domare: Mario Sánchez Yantén (Chile) |
|  |        |                   |         |              | Luque Publik: 18 000 Domare: Mario Sánchez Yantén (Chile) | Luque Publik: 18 000 Domare: Mario Sánchez Yantén (Chile) |
|  |        |                   |         |              | Luque Publik: 18 000 Domare: Mario Sánchez Yantén (Chile) | Luque Publik: 18 000 Domare: Mario Sánchez Yantén (Chile) |

|  | 7 juli | Argentina                    | 2 – 0   | Uruguay | Estadio Feliciano Cáceres                            |                                                      |
|  |        | Kily González 1′ Palermo 56′ | (1 – 0) |         | Luque Publik: 20 000 Domare: Gilberto Hidalgo (Peru) | Luque Publik: 20 000 Domare: Gilberto Hidalgo (Peru) |
|  |        |                              |         |         | Luque Publik: 20 000 Domare: Gilberto Hidalgo (Peru) | Luque Publik: 20 000 Domare: Gilberto Hidalgo (Peru) |
|  |        |                              |         |         | Luque Publik: 20 000 Domare: Gilberto Hidalgo (Peru) | Luque Publik: 20 000 Domare: Gilberto Hidalgo (Peru) |

|  | 7 juli | Colombia                | 2 – 1   | Ecuador      | Estadio Feliciano Cáceres                            |                                                      |
|  |        | Morantes 37′ Ricard 39′ | (2 – 0) | Graziani 50′ | Luque Publik: 20 000 Domare: Masayoshi Okada (Japan) | Luque Publik: 20 000 Domare: Masayoshi Okada (Japan) |
|  |        |                         |         |              | Luque Publik: 20 000 Domare: Masayoshi Okada (Japan) | Luque Publik: 20 000 Domare: Masayoshi Okada (Japan) |
|  |        |                         |         |              | Luque Publik: 20 000 Domare: Masayoshi Okada (Japan) | Luque Publik: 20 000 Domare: Masayoshi Okada (Japan) |

### Ranking av grupptreorna
Efter gruppspelet jämfördes grupptreorna. De två bästa gick vidare till kvartsfinal.
| Lag (grupp) | S | V | O | F | GM | IM | MS | P |
| ----------- | - | - | - | - | -- | -- | -- | - |
| Chile (B)   | 3 | 1 | 0 | 2 | 3  | 2  | +1 | 3 |
| Uruguay (C) | 3 | 1 | 0 | 2 | 2  | 4  | −2 | 3 |
| Bolivia (A) | 3 | 0 | 2 | 1 | 1  | 2  | −1 | 2 |

## Utslagsspel

### Kvartsfinaler
|                               | 10 juli                    | Mexiko                                | 3 – 3 (e.fl.) | Peru                              | Estadio Defensores del Chaco                                         |                                                                      |
|                               |                            | Hernández 28′, 33′ (str.) Torrado 87′ | (2 – 3)       | Palacios 6′ Pereda 15′ Solano 40′ | Asunción Publik: 45 000 Domare: Wilson de Souza Mendonça (Brasilien) | Asunción Publik: 45 000 Domare: Wilson de Souza Mendonça (Brasilien) |
|                               |                            |                                       |               |                                   | Asunción Publik: 45 000 Domare: Wilson de Souza Mendonça (Brasilien) | Asunción Publik: 45 000 Domare: Wilson de Souza Mendonça (Brasilien) |
| Suárez Terrazas García Zepeda | Straffsparksläggning 4 – 2 | Solano Jorge Soto José Soto Reynoso   |               |                                   | Asunción Publik: 45 000 Domare: Wilson de Souza Mendonça (Brasilien) | Asunción Publik: 45 000 Domare: Wilson de Souza Mendonça (Brasilien) |

|                                             | 10 juli                    | Uruguay                      | 1 – 1 (e.fl.) | Paraguay    | Estadio Defensores del Chaco                          |                                                       |
|                                             |                            | Zalayeta 65′                 | (0 – 1)       | Benítez 15′ | Asunción Publik: 45 000 Domare: Óscar Ruiz (Colombia) | Asunción Publik: 45 000 Domare: Óscar Ruiz (Colombia) |
|                                             |                            |                              |               |             | Asunción Publik: 45 000 Domare: Óscar Ruiz (Colombia) | Asunción Publik: 45 000 Domare: Óscar Ruiz (Colombia) |
| Fleurquín Guigou Alonso Zalayeta Magallanes | Straffsparksläggning 5 – 3 | Acuña Gamarra Enciso Benítez |               |             | Asunción Publik: 45 000 Domare: Óscar Ruiz (Colombia) | Asunción Publik: 45 000 Domare: Óscar Ruiz (Colombia) |

|  | 11 juli | Chile                       | 3 – 2   | Colombia              | Estadio Feliciano Cáceres                             |                                                       |
|  |         | Reyes 25′, 50′ Zamorano 65′ | (1 – 2) | Bolaño 7′ Bonilla 35′ | Luque Publik: 3 000 Domare: Benito Archundia (Mexiko) | Luque Publik: 3 000 Domare: Benito Archundia (Mexiko) |
|  |         |                             |         |                       | Luque Publik: 3 000 Domare: Benito Archundia (Mexiko) | Luque Publik: 3 000 Domare: Benito Archundia (Mexiko) |
|  |         |                             |         |                       | Luque Publik: 3 000 Domare: Benito Archundia (Mexiko) | Luque Publik: 3 000 Domare: Benito Archundia (Mexiko) |

|  | 11 juli | Brasilien               | 2 – 1   | Argentina | Estadio Antonio Oddone Sarubbi                                  |                                                                 |
|  |         | Rivaldo 32′ Ronaldo 48′ | (1 – 1) | Sorín 10′ | Ciudad del Este Publik: 26 000 Domare: Gustavo Mendez (Uruguay) | Ciudad del Este Publik: 26 000 Domare: Gustavo Mendez (Uruguay) |
|  |         |                         |         |           | Ciudad del Este Publik: 26 000 Domare: Gustavo Mendez (Uruguay) | Ciudad del Este Publik: 26 000 Domare: Gustavo Mendez (Uruguay) |
|  |         |                         |         |           | Ciudad del Este Publik: 26 000 Domare: Gustavo Mendez (Uruguay) | Ciudad del Este Publik: 26 000 Domare: Gustavo Mendez (Uruguay) |

### Semifinaler
|                                             | 13 juli                    | Uruguay                   | 1 – 1 (e.fl.) | Chile        | Estadio Defensores del Chaco                            |                                                         |
|                                             |                            | Lembo 22′                 | (1 – 0)       | Zamorano 73′ | Asunción Publik: 7 000 Domare: Ubaldo Aquino (Paraguay) | Asunción Publik: 7 000 Domare: Ubaldo Aquino (Paraguay) |
|                                             |                            |                           |               |              | Asunción Publik: 7 000 Domare: Ubaldo Aquino (Paraguay) | Asunción Publik: 7 000 Domare: Ubaldo Aquino (Paraguay) |
| Del Campo Guigou Alonso Zalayeta Magallanes | Straffsparksläggning 5 – 3 | Vargas Aros Pizarro Reyes |               |              | Asunción Publik: 7 000 Domare: Ubaldo Aquino (Paraguay) | Asunción Publik: 7 000 Domare: Ubaldo Aquino (Paraguay) |

|  | 14 juli | Brasilien               | 2 – 0   | Mexiko | Estadio Antonio Oddone Sarubbi                                |                                                               |
|  |         | Amoroso 24′ Rivaldo 42′ | (2 – 0) |        | Ciudad del Este Publik: 10 000 Domare: Byron Moreno (Ecuador) | Ciudad del Este Publik: 10 000 Domare: Byron Moreno (Ecuador) |
|  |         |                         |         |        | Ciudad del Este Publik: 10 000 Domare: Byron Moreno (Ecuador) | Ciudad del Este Publik: 10 000 Domare: Byron Moreno (Ecuador) |
|  |         |                         |         |        | Ciudad del Este Publik: 10 000 Domare: Byron Moreno (Ecuador) | Ciudad del Este Publik: 10 000 Domare: Byron Moreno (Ecuador) |

### Match om tredjepris
|  | 17 juli | Mexiko                  | 2 – 1   | Chile        | Estadio Defensores del Chaco                                |                                                             |
|  |         | Palencia 26′ Zepeda 87′ | (1 – 0) | Palacios 81′ | Asunción Publik: 4 000 Domare: Horacio Elizondo (Argentina) | Asunción Publik: 4 000 Domare: Horacio Elizondo (Argentina) |
|  |         |                         |         |              | Asunción Publik: 4 000 Domare: Horacio Elizondo (Argentina) | Asunción Publik: 4 000 Domare: Horacio Elizondo (Argentina) |
|  |         |                         |         |              | Asunción Publik: 4 000 Domare: Horacio Elizondo (Argentina) | Asunción Publik: 4 000 Domare: Horacio Elizondo (Argentina) |

### Final
|  | 18 juli | Brasilien                    | 3 – 0   | Uruguay | Estadio Defensores del Chaco                          |                                                       |
|  |         | Rivaldo 20′, 27′ Ronaldo 46′ | (2 – 0) |         | Asunción Publik: 30 000 Domare: Óscar Ruiz (Colombia) | Asunción Publik: 30 000 Domare: Óscar Ruiz (Colombia) |
|  |         |                              |         |         | Asunción Publik: 30 000 Domare: Óscar Ruiz (Colombia) | Asunción Publik: 30 000 Domare: Óscar Ruiz (Colombia) |
|  |         |                              |         |         | Asunción Publik: 30 000 Domare: Óscar Ruiz (Colombia) | Asunción Publik: 30 000 Domare: Óscar Ruiz (Colombia) |

## Statistik

### Målskyttar
5 mål
| - Ronaldo Luís Nazário de Lima | - Rivaldo |  |

4 mål
- Márcio Amoroso

3 mål
| - Martín Palermo - Iván Zamorano | - Luis Hernández - Miguel Angel Benítez | - Roque Santa Cruz | - Marcelo Zalayeta |

2 mål
| - Pedro Reyes - Víctor Bonilla | - Iván Kaviedes - Wagner Lopes | - Cuauhtémoc Blanco | - Roberto Holsen |

1 mål
| - Kily González - Diego Simeone - Juan Pablo Sorín - Erwin Sánchez - Alex - Emerson - Ronaldinho - Silva | - Fabián Estay - Raúl Palacios - Jorge Bolaño - Edwin Congo - Iván Córdoba - Johnnier Montaño - Neider Morantes - Hamilton Ricard | - Ariel Graziani - Atsuhiro Miura - Daniel Osorno - José Francisco Palencia - Isaac Terrazas - Gerardo Torrado - Miguel Zepeda | - Roberto Palacios - José Pereda - Nolberto Solano - Jorge Soto - Israel Zúñiga - Daniel Lembo - Gabriel Urdaneta |

Självmål
- Edson Tortolero (för Chile)

### Sluttabell
| Nr | Copa América 1999 | S | V | O | F | GM | IM | MS  | P  |
| -- | ----------------- | - | - | - | - | -- | -- | --- | -- |
| 1  | Brasilien         | 6 | 6 | 0 | 0 | 17 | 2  | +15 | 18 |
| 2  | Uruguay           | 6 | 1 | 2 | 3 | 4  | 9  | −5  | 5  |
| 3  | Mexiko            | 6 | 3 | 1 | 2 | 10 | 9  | +1  | 10 |
| 4  | Chile             | 6 | 2 | 1 | 3 | 8  | 7  | +1  | 7  |
| 5  | Colombia          | 4 | 3 | 0 | 1 | 8  | 3  | +5  | 9  |
| 6  | Paraguay          | 4 | 2 | 2 | 0 | 6  | 1  | +5  | 8  |
| 7  | Peru              | 4 | 2 | 1 | 1 | 7  | 6  | +1  | 7  |
| 8  | Argentina         | 4 | 2 | 0 | 2 | 6  | 6  | 0   | 6  |
| 9  | Bolivia           | 3 | 0 | 2 | 1 | 1  | 2  | −1  | 2  |
| 10 | Japan             | 3 | 0 | 1 | 2 | 3  | 8  | −5  | 1  |
| 11 | Ecuador           | 3 | 0 | 0 | 3 | 3  | 7  | −4  | 0  |
| 12 | Venezuela         | 3 | 0 | 0 | 3 | 1  | 13 | −12 | 0  |

### Webbkällor
- Tabeira, Martín (31 maj 2012). ”Copa América 1999” (på engelska). RSSSF. Arkiverad från originalet den 17 maj 2013. https://web.archive.org/web/20130517102709/http://www.rsssf.com/tables/99safull.html. Läst 12 augusti 2013.